# Clay County, Nebraska
Clay County är ett administrativt område i delstaten Nebraska, USA, med 6 542 invånare. Den administrativa huvudorten (county seat) är Clay Center. 

## Geografi
Enligt United States Census Bureau har countyt en total area på 1 485 km². 1 484 km² av den arean är land och 1 km² är vatten. 

### Angränsande countyn
- Fillmore County - öst
- Nuckolls County - syd
- Adams County - väst
- Hamilton County - nord